# Segelfluggelände Stüde-Bernsteinsee

i7
i11
i13
Das Segelfluggelände Stüde-Bernsteinsee liegt im Ortsteil Stüde der Gemeinde Sassenburg im Landkreis Gifhorn in Niedersachsen, etwa 12,5 km nordöstlich von Gifhorn.

## Flugbetrieb
Das Segelfluggelände ist mit einer 1040 m langen und 120 m breiten Start- und Landebahn aus Gras (Richtung 11/29) ausgestattet. Es besitzt eine Betriebszulassung für Segelflugzeuge und Motorsegler. Segelflugzeuge starten per Windenstart oder Flugzeugschlepp. Der Halter und Betreiber des Segelfluggeländes ist der Aero-Club Wolfsburg e. V.